# Paratalassita
O paratalassita (em grego: παραθαλασσίτης; romaniz.: parathalassítes; "aquele pelo mar") foi um oficial administrativo e judicial bizantino que, como seu nome implica, exerceu controle sobre o tráfico marítimo e as importações e portagens de bens assim transportados. Embora houvesse vários paratalassitas nas províncias bizantinas, o mais importante titular do ofício foi o paratalassita de Constantinopla, a capital imperial. As origens do ofício são obscuras: uma crônica anônima atribui sua criação ao imperador Justiniano (r. 527–565). Ele pode ser considerado como o equivalente aproximado do conde do rio (em latim: comes riparum) e conde do porto (em latim: comes portus) da Roma Antiga. Como o último, ele foi um oficial subordinado do prefeito urbano, também conhecido como eparca de Constantinopla.
No Cletorológio de Filoteu de 899, é de fato mostrado como sendo de classificação relativamente baixa. O ofício, contudo, evidentemente cresceu em importância mais tarde, durante os século XI-XII, como atestado por suas dignidades seniores (subiu para protoproedro e curopalata) em selos sobreviventes de titulares do ofício. É possível, como supôs Helene Ahrweiler, que cerca do mesmo período o ofício foi removido da alçada do prefeito urbano e feite um departamento independente do governo, colocando o paratalassita em pé de igualdade com o prefeito urbano e o logóteta geral. No século XII, múltiplos titulares do ofício são atestados ao mesmo tempo. Não é conhecido quando o ofício foi abolido, mas não aparece nas fontes do século XIII em diante.